# Rolland Barthélemy
 (décembre 2018).
Pour les articles homonymes, voir Barthélemy.
Rolland Barthélemy (son prénom est parfois orthographié Roland) est un dessinateur, illustrateur et auteur français de bande dessinée né le 9 septembre 1954 à Marseille.

## Biographie
Rolland Barthélemy commence sa carrière dans les années 1980 dans le secteur de la communication et de la publicité, puis s'investit progressivement dans le secteur de l'édition et de la presse.
Il collabora avec de nombreux magazines, tels que Lanfeust Mag, Okapi, Mag'Jeunes, Opzone, Plasma, Jeux & Stratégie ou encore Métal Hurlant, et sa signature apparut dans tous les numéros de Casus Belli première formule de 1985 à 1999.
Dans les années 1980 et 1990, Rolland Barthélémy travaille en indépendant pour différents studios de graphisme et agences de communication de la région marseillaise (Linea Design, Strip Studio, Sud Communication, Agence X), comme roughman, storyboarder et illustrateur.
Sa découverte du monde du jeu de rôle l'amène également à réaliser différents travaux d'illustrations pour le magazine Casus Belli, pour lequel il dessine pour des scénarios et crée le duo de personnages récurrents Joe Casus et Annabella Belli. Il illustre également des gammes de jeux comme Rêve de dragon, Toon ou Ambre.
Au début des années 1990, il se lance dans la bande dessinée avec Patrick Galliano, avec la série Voleur de Proxima puis, au début des années 2000, la série Lothario Grimm. Ces deux séries sont éditées par les Humanoïdes associés.
Rolland Barthélémy réalisa, pour la seconde édition de Rêve de Dragon (1993) de Denis Gerfaud, la plupart des illustrations intérieures, Florence Magnin réalisant toutes les couvertures et la synergie entre les deux artistes, et le maquettiste Pierre Lejoyeux, contribuera à donner à ce jeu - qui dès sa première édition a été salué comme une création ludique atypique - un style visuel immédiatement reconnaissable, noté positivement par la presse spécialisée.
Ses incursions occasionnelles dans l'univers de la BD l'amènent à rejoindre Herlé, Biancarelli, Mourier, Bianco, Arleston, Tarquin et d'autres auteurs méridionaux au sein de l'association Marseil BD, participant à l'animation des ateliers d'initiation à la BD organisés par celle-ci, de 1993 à 1998. 
Depuis la fin des années 90, il s'est consacré à l'illustration, principalement de jeux de rôle et d'ouvrages de littérature jeunesse, dont il exécute souvent les illustrations intérieures, ses outils préférés étant les traditionnels crayon, plume, pinceau et encre de Chine, et à l'occasion calame, fusain et pierre noire.
Ses œuvres ont fait l'objet de nombreuses expositions, notamment à la librairie-galerie "l'Ombre de Saîno" (Marseille, 1987), à la librairie "La B.D." (Avignon, 1993), ou encore à librairie "la Passerelle" (Marseille, 1996, 1999).

## Principales créations

### Illustrations
- Perceval le gallois, écrit par Pierre Rosenthal, Paris, Histoires à Jouer, Presses Pocket, 1987[11].
- Le Prince des voleurs, Sindbad le magnifique, écrit par Fred Gordon, Doug Headline et Michel Pagel, Paris, Hachette, 1987[12].
- La Barbe du pouvoir, Éric Fournier, (sur une idée originale d'Éric Fournier et de Benoît Inard D'argence) paru dans le n°42 du magazine Casus Belli, 1987[13].
- Le Bestiaire de la Bible, écrit par Jean-Pierre Durand et Jean-François Froger, Méolans-Revel, Éd. DésIris, 1994.
- Le Livre des jeux de rôle ("Dictionnaire des jeux de rôle") écrit par Didier Guiserix, Paris, Bornemann, 1997.
- Le Manuel du parfait tricheur ou Comment gagner à tous les coups aux jeux de société, écrit par Pascal Le Guern, Paris, Bornemann, 1997.
- Le Carnet rouge, écrit par Michel Bloesch, Sens, Delahaye, 2004.
- Le Marin perdu dans la brume, écrit par Béatrice Bottet, Paris, Nouvel angle, 2011.
- Les Lames du cardinal (édition 10e anniversaire), écrit par Pierre Pevel, Paris, Bragelonne, 2016.

### Jeux de rôle sur table
- Rêve de dragon, écrit par Denis Gerfaud, deuxième édition, Paris, Multisim, 1991[14] et troisième édition Scriptarium, 2018.
- À la claire fontaine, écrit par Jidus, Scriptarium, 2016.
- Invitation au voyage, écrit par Denis Gerfaud, Scriptarium, 2018.
- Capitaine vaudou, écrit par Jean-Pierre Pécau et Pierre Rosenthal, supplément pour SimulacreS, Casus Belli, Paris, 1991[15].
- Toon le jeu de rôle dans l'univers des cartoons, Greg Costikyan (auteur) et Tristan Lhomme (traducteur), Paris, Halloween Concept, 1994.
- Chevalier d'ombre (index et supplément aux règles et au contexte de Ambre, le jeu de rôle sans dé), Paris, Jeux Descartes, 1995.
- Te deum pour un massacre, écrit par Jean-Philippe Jaworski, Paris, éditions du Matagot, 2005[16].
- Sun Tzu deluxe, Alan M. Newman, Matagot, Paris, 2014.

### Bande dessinée
- Le Voleur de Proxima, écrit par Rolland Barthélemy et Patrick Galliano, Genève, Les Humanoïdes associés, 1992.
- L'Équilibre sacré, écrit par Rolland Barthélemy et Patrick Galliano, Genève, Les Humanoïdes associés, 1992.
- Vulcania, écrit par Rolland Barthélemy et Patrick Galliano, Genève, Les Humanoïdes associés, 1993.
- Le Château de la sagesse, écrit par Patrick Galliano, Genève, Les Humanoïdes associés, 2002.
- Lothario Grimm T.1 Le château de la sagesse, écrit par Patrick Galliano, Genève, Les Humanoïdes associés, 2002.
- Lothario Grimm T.2 Le vortex du feu, écrit par Patrick Galliano, Genève, Les Humanoïdes associés, 2002.
- Lothario Grimm T.3 La prison de nacre, écrit par Patrick Galliano, Genève, Les Humanoïdes associés, 2002.